# María Luisa Marina Alegre
María Luisa Marina Alegre (Valencia; 1959) es una química española. 

## Biografía
En 1987 pasó a ser profesora de la Universidad de Alcalá, y desde 2004 catedrática de Química Analítica de la misma universidad. Además dirige un grupo de investigación de técnicas de (micro)-separación. Ha llevado a cabo o participado en varios proyectos de investigación a lo largo de su carrera, además de ser autora o coautora de numerosas obras o artículos científicos.